# Saverio Leonetti
Saverio Leonetti (Cremona ou Catanzaro, província  de Calábria, 16 de outubro de 1875 — junho de 1952) foi um empresário italiano.
Nascido na Itália, emigrou inicialmente para os Estados Unidos e depois para o Rio Grande do Sul. Enquanto ainda morava em Porto Alegre, retornou à Itália, para visitar parentes. Ao encontrar seus irmãos Aquiles e Carlos, em Milão, se convenceu a iniciar a fabricação de discos. Seguiu, então, para Hamburgo, onde adquiriu o material necessário para gravação e prensagem de discos e conhecimentos técnicos sobre gramofones.
De volta ao Brasil, trouxe também mão de obra especializada, além de matrizes alemãs já prontas para iniciar a produção. Foi então que criou a primeira empresa fonográfica do Rio Grande do Sul, A Eléctrica, em 1913. Os discos por ela produzidos eram  vendidos em sua própria loja, também chamada de A Eléctrica, na rua da Praia, em Porto Alegre.

## Fonte de referência
- Paixão Cortes, J.C., O Disco Gaúcho, In: Almanaque do Correio do Povo 1976, Companhia Jornalística Caldas Júnior, Porto Alegre, 1976.

1. ↑  «Colunas - A utopia da Casa A Electrica». Sul21. 2 de novembro de 2011. Consultado em 8 de janeiro de 2025 |nome1= sem |sobrenome1= em Authors list (ajuda)
2. ↑  Chaparini, Brenda Fernández e Matheus (10 de agosto de 2023). «Casa Eléctrica: o futuro incerto do imóvel que colocou Porto Alegre no mapa da indústria fonográfica». Correio do Povo. Consultado em 8 de janeiro de 2025